# Peleteria incongrua
Peleteria incongrua är en tvåvingeart som först beskrevs av Henry J. Reinhard 1934.  Peleteria incongrua ingår i släktet Peleteria och familjen parasitflugor. Inga underarter finns listade i Catalogue of Life.